# Michael Schenk (Kommunikationswissenschaftler)
Michael Schenk (* 1948) ist ein deutscher Kommunikationswissenschaftler.
Nach seiner Schul- und Gymnasialzeit mit Abitur in Schongau und einem Volontariat bei der Carl Gabler Werbeagentur/Atlas Verlag und Werbung in München studierte Schenk an der Universität Regensburg Betriebswirtschaftslehre. Das Studium schloss er 1974 als Diplom-Kaufmann ab und wurde 1977 an der Universität Augsburg zum Dr. rer. pol. promoviert. Anschließend leitete er Projekte beim Markt- und Meinungsforschungsinstitut Infratest dimap (München). 1983 habilitierte er sich an der Wirtschafts- und Sozialwissenschaftlichen Fakultät der Universität Augsburg. 1984 übernahm er eine Professur für Medienwirtschaft am Institut für Publizistik der Johannes Gutenberg-Universität Mainz. Seit 1986 ist Schenk Professor für Kommunikationswissenschaft an der Universität Hohenheim. Von 1990 bis 1994 war Schenk wissenschaftlicher Berater der Infas-Medienforschung, Bonn-Bad Godesberg. Seit 1993 ist er Leiter der Forschungsstelle für Medienwirtschaft und Kommunikationsforschung an der Universität Hohenheim.

## Werke (Auswahl)
- Medienwirkungsforschung . Mohr, Tübingen 1987, ISBN 3-16-545172-9 (3. überarbeitete Auflage: Mohr Siebeck, Tübingen 2007, ISBN 978-3-16-149240-2)